# إيالة سالونيك
إيالة سالونيك إيالة تقع في الدولة العثمانية.

## التقسيمات الإدارية
سناجق الإيالة في منتصف القرن 19:
- سنجق ثيساليا
- سنجق سالونيك
- سنجق سيرس
- سنجق ذراما